# Gerhard Schrader
Gerhard Schrader, född 25 februari 1903, död 1990, var en tysk vetenskapsman som upptäckte nervgaserna tabun och sarin.